# Franz Schädler (Architekt)
Franz Schädler (auch: Francois Schädler; oder François Schaedler; * 1733 in Hannover; † 29. Februar 1796 ebenda) war ein Fürstbischöflich Osnabrücker, Königlich Großbritannischer und Kurfürstlich Braunschweig-Lüneburgischer Architekt, Landbaumeister und Hof-Zimmermeister.

## Leben
Franz Schädler wurde zur Zeit der Personalunion zwischen Großbritannien und Hannover 1733 als Sohn des Landbaumeisters
Joseph Schädler (1692–1763) geboren. Er durchlief eine Lehre in einer Zimmerei und ging anschließend als Geselle auf eine vierjährige Wanderung. 1756 immatrikulierte er sich für das Fach Mathematik an der Universität Göttingen. Zwei Jahre später bestand er 1758 seine Meisterprüfung als Zimmermann.
In den Jahren von 1762 bis 1765 hielt sich Schädler in seiner Geburtsstadt Hannover auf. Nach seiner Berufung zum Landbaumeister des Hochstiftes Osnabrück diente er der Landesherrschaft in den Jahren von 1766 bis 1782, bevor er nach dem Tod von Heinrich Christian Körtje († 1780) nach kurzer Vakanz im Jahr 1782 die offene Stelle in Kurhannover als Landbaumeister im Calenberger Landbaudistrikt antrat. Die Nachfolge Schädlers bei der Direktion des Bauwesens in Oldenburg
trat der zum Landbauverwalter erhobene Georg Heinrich Hollenberg zum 28. August 1784 an.
In Hannover stand Francois Schaedler dem ersten Kurhannoverschen Landbaudistrikt mit den Gebieten Calenberg, Göttingen, Grubenhagen und Hohnstein vor, bevor der Distrikt 1787 um die Gebiete um Hohnstein und Teile Göttingens und Grubenhagens reduziert wurde.
Franz Schädlers Sohn Karl Ludwig Schädler († nach 1822) studierte bei Georg Christoph Lichtenberg und war in Herrenhausen unter anderem Verwalter der dortigen Ziegelei.

## Werke
Franz Schädler entwickelte eine umfangreiche Bautätigkeit im Aufgabenfeld des Landbauwesens, darunter:
- 1771: Reparatur der Osnabrücker Schlosses;
- 1773: Arbeiten am Uhrenturm des Osnabrücker Schlosses;
- 1781: Bad Iburg, Arbeit am Eingangstor von Schloss Iburg;
- 1782–1785: Osnabrück, Neubau der Fürstbischöfliche Kanzlei;
- 1785: Münden, Reparatur des dortigen Amtshauses;
- 1787: Altenhagen, Neubau des dortigen Forsthauses;
- 1788: Lauenstein, Reparatur des dortigen Amtshauses;
- um 1790: Blumenau, Neubau des Amtshauses für das Amt Blumenau;
- 1790: Eggersen: Entwurf für einen Neubau des dortigen Amtshauses;
- 1791: Langenhagen, Reparatur der dortigen Brücke.